# 自動車の安全技術

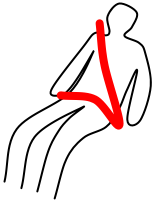
三点式シートベルト

自動車の安全技術（じどうしゃのあんぜんぎじゅつ、英：Automobile safety）では、自動車における安全技術について記述する。自動車事故発生時の乗員、歩行者の保護を目的とした安全技術は自動車の登場以来進歩を続けており、シートベルト、衝突安全ボディといった受動的なものや、近年では衝突被害軽減ブレーキのように、事前に事故の被害を回避・軽減するものも現れてきている。

## パッシブセーフティ
- シートベルト
  - プリテンショナー
- チャイルドシート
- エアバッグ
- 衝突安全ボディ
  - GOA(トヨタ自動車)
- ロールケージ
- レーシングスーツ
- 自動車用ヘルメット/HANS

## アクティブセーフティ
- 横滑り防止装置(ESC)
- アンチロック・ブレーキ・システム(ABS)
- クラッチスタートシステム
- 統合車両制御システム
  - 先進安全自動車
  - VDIM(トヨタ自動車)
  - 日産・インテリジェントモビリティ(日産自動車)
    - インテリジェントモビリティによる装備
- 運転支援システム
  - HiDS(本田技研工業)
    - IHCC/ACC

  - ADA(富士重工業)
- 車線逸脱防止支援システム
  - LKAS

## 衝突被害軽減
- 衝突被害軽減ブレーキ
  - CMBS(本田技研工業)
  - EyeSight(富士重工業)
  - スマートアシスト(ダイハツ工業)
  - エマージェンシーブレーキ（日産自動車）
- ドライバー異常時対応システム(EDSS）

## 路上の保安設備
- 信号機
- 視線誘導施設
- ランブルストリップス
- 透水性舗装

## その他安全装備
- 警笛
- 速度警告音
- ワイパー
- ドアミラー/フェンダーミラー/サイドアンダーミラー
- バックミラー
- 発炎筒
- 前照灯
  - オートライト
  - 配光可変型前照灯システム
- 尾灯
- フォグランプ
- 速度表示灯
- 駐車支援システム
  - アラウンドビューモニター
  - スマート・ルームミラー
  - ブラインドスポットモニター（BMS:Blind spot monitor）
  - バックカメラ
  - パーキングセンサー
- タイヤ空気圧監視システム
- 暗視装置
  - ナイトビュー(トヨタ自動車)
- イベントデータレコーダー
- ドライブレコーダー
- シートベルトカッター
- スノータイヤ
  - スタッドレスタイヤ
  - スパイクタイヤ
- タイヤチェーン

## 安全性評価機関

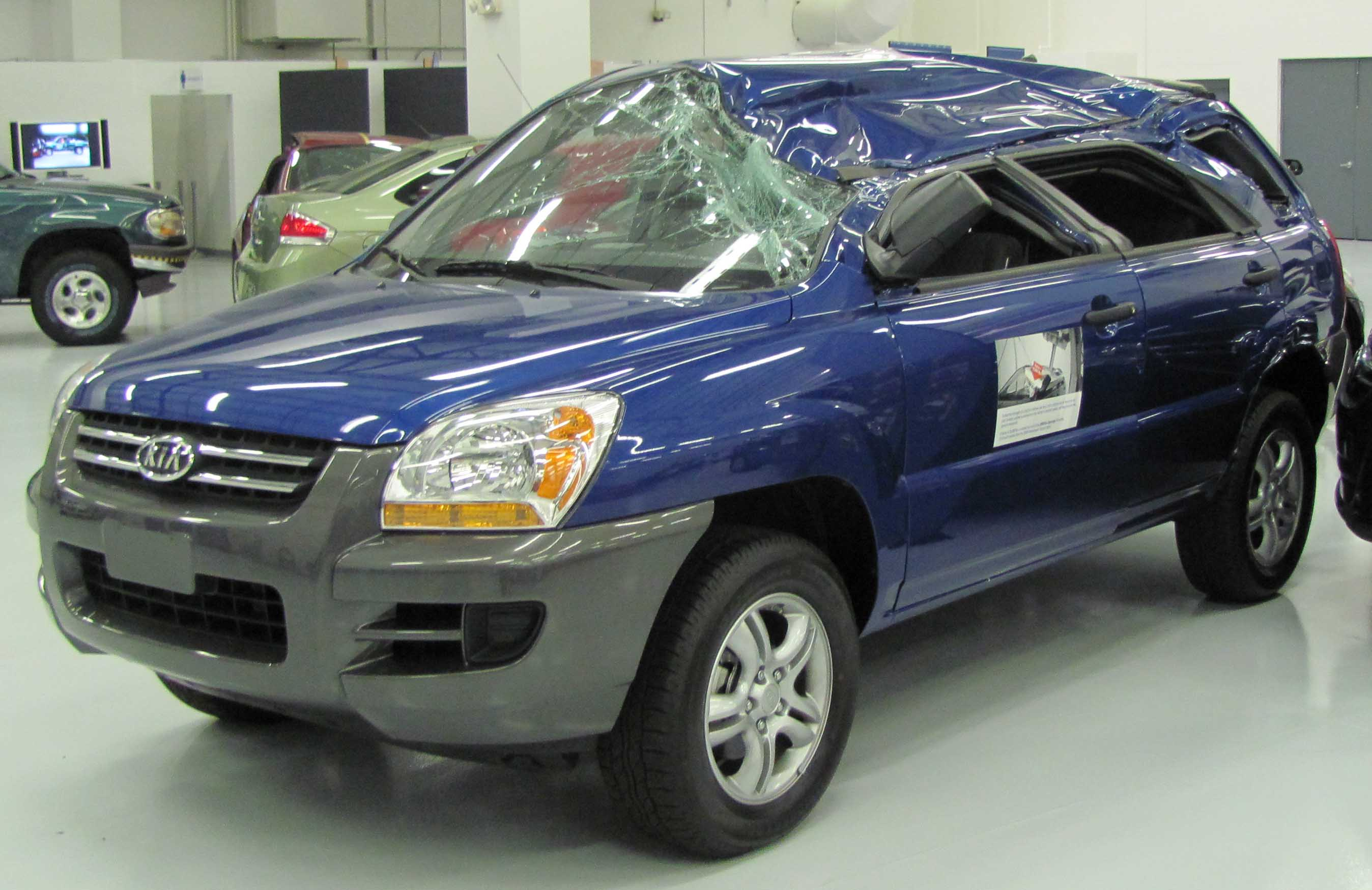
ロールオーバー試験を受けた キア・スポーテージ

- 米国道路安全保険協会(IIHS)
- 米国運輸省道路交通安全局(NHTSA)
- ドイツ自動車連盟(ADAC)
- オーストラリア自動車連盟(AAA)
- 自動車事故対策機構(NASVA)
- 中国自動車技術研究センター
- 韓国建設交通部

### 安全性評価試験の方法
- 前面衝突試験
  - フルラップ前面衝突試験
  - オフセット前面衝突試験
  - スモールオフセット前面衝突試験
- 側面衝突試験
- ロールオーバー試験
- ポール衝突試験
- 歩行者保護性能試験

## 自動車の安全技術の年表

### 世界
- 19世紀 - イギリスのジョージ・ケイリーが初期のシートベルトを発明。

#### 1900年代
- 1903年 - アメリカのメアリー・アンダーソンがワイパーを発明。
- 1909年 - フランスで電気式ヘッドライトが開発される。

#### 1920年代
- 1922年 - デューセンバーグModelAが初めて四輪に油圧ブレーキを装備。

#### 1930年代
- 1934年 - GMが初めて衝突試験を実施。
- 1937年 - クライスラーの車両に乗員の保護を考慮した内装を備えるものが現れる。

#### 1940年代
- 1944年 - ボルボが世界で初めて積層ガラスを採用する[1]。
- 1947年 - タッカーが当時としては画期的な安全技術を備えるトーピードを生産。

#### 1950年代
- 1952年 - アメリカの海軍技官ジョン・ヘトリックが圧搾空気式エアバッグを発明。
- 1959年 - ボルボのニルス・ボーリン技師が三点式シートベルトを発明[2][3]。
- 1959年 - 米国道路安全保険協会が設立される。

#### 1960年代
- 1963年 - シュトルヘンミューレ社（現在のレカロ社）が幼児用チャイルドシートを発売。
- 1964年 - ボルボが乳幼児用チャイルドシート（後ろ向きチャイルドシート）を開発。
- 1964年 - アメリカのロバート・カーンズが間欠式ワイパーを発明し、現在のワイパーの形式を確立する。
- 1965年 - ラルフ・ネーダー著『どんなスピードでも自動車は危険だ』がアメリカで発表される。
- 1967年 - アメリカ合衆国運輸省と国家運輸安全委員会(NTSB)が設立される。

#### 1970年代

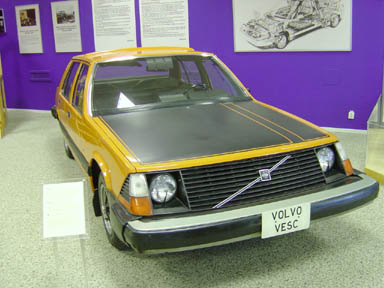
ボルボ・VESC（Volvo Experimental Safety Car）- 1972年

- 1970年 - アメリカで道路交通安全局(NHTSA)が設立される。
- 1972年 - ボルボが後ろ向きチャイルドシートを採用[2]。
- 1974年 - GMがオプション装備としてドライバーと助手席のエアバッグを提供。
- 1976年 - ボルボが児童が3点式シートベルトを正しく着用できるようにするブースタークッションを開発。
- 1979年 - アメリカでNCAPが開始される。

#### 1980年代
- 1986年 - 北米でハイマウントストップランプが義務化される。豪州では1990年、ヨーロッパでは1998年に義務化。

#### 1990年代
- 1990年 - ボルボがインテグレーテッド・チャイルド・クッションを開発[2]。
- 1991年 - ボルボがSIPS(側面衝撃吸収システム)を開発[2]。
- 1994年 - ボルボが世界初のサイドエアバッグを開発[2]。
- 1997年 - ユーロNCAPが開始される。
- 1997年 - ボルボがカーテンエアバックを初搭載[2]。

#### 2000年代

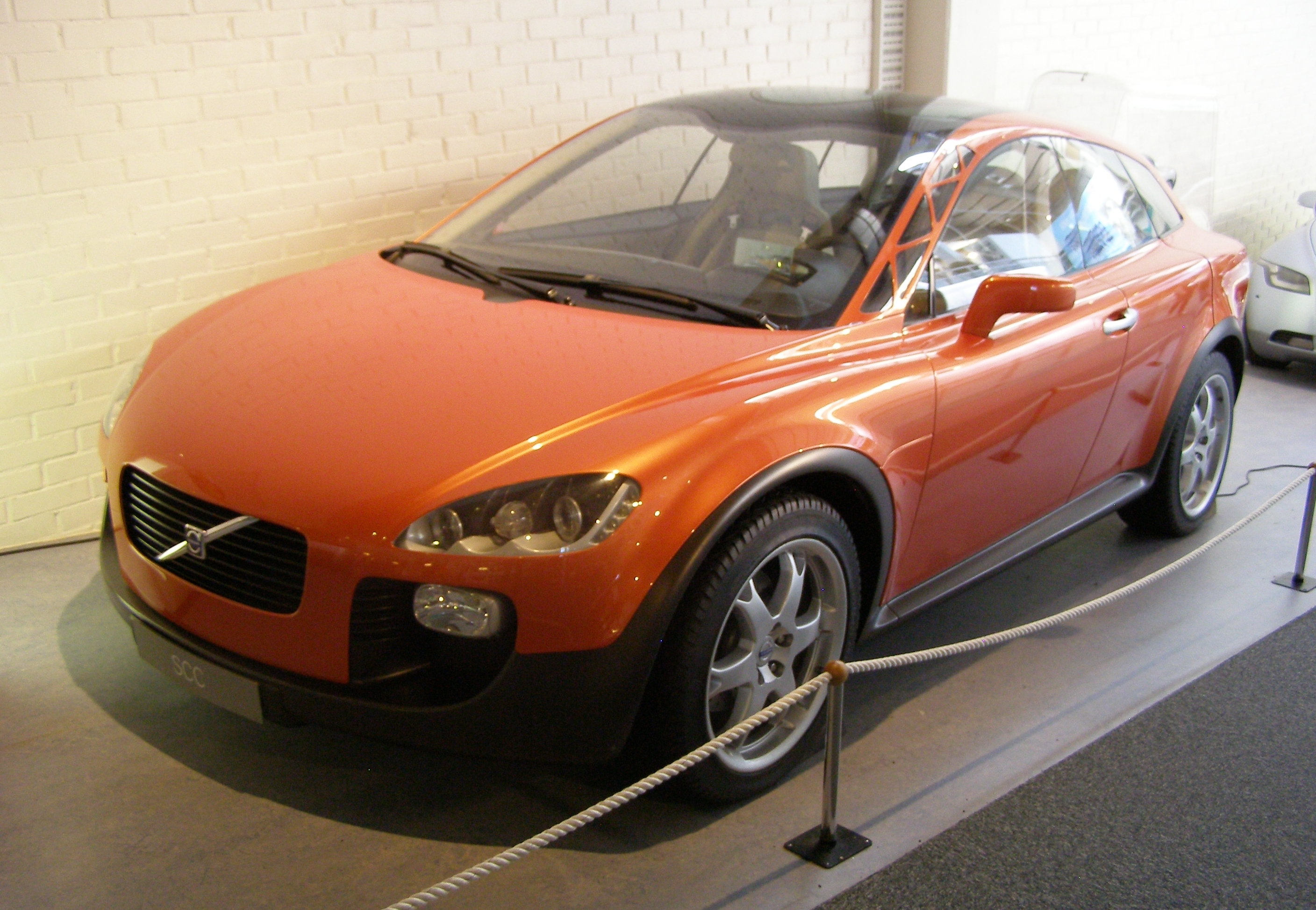
ボルボ・SCC（Safety Concept Car）- 2001年

- 2001年 - ボルボがSCC[4]に死角情報を運転者に警告するシステムを搭載。後のBLIS（Blind Spot Information System）。
- 2002年 – ボルボがROPS（rollover protection system）の開発に着手[2]。
- 2003年 - ボルボがBLISの開発に着手[2]。
- 2007年 - ボルボがBLISを市販車に初搭載[5]。
- 2008年 - ボルボが自動停止機能を持つ衝突被害軽減ブレーキ「Volvo City Safety」装備車を発売。完全停止機能を持つものとしては世界初[2]。
- 2009年 - シトロエンが雪上用トラクションコントロールシステム"スノーモーション"を開発。

#### 2010年代
- 2010年 - ボルボが歩行者検知機能付追突回避・軽減フルオートブレーキ・システムを開発。
- 2013年 - ボルボが対歩行者用エアバッグをV40に装備。量産車としては世界初。[6]
- 2014年 - ボルボがランオフロード・プロテクション機能を開発（世界初）。
- 2016年 - ボルボがインターセクション・サポート、ランオフロード・ミティゲーション、大型動物検知機能の装備は世界初。
- 2018年 - ボルボが正面衝突被害低減機能を装備。正面衝突時の時速を最大１０キロ低下させる自動ブレーキ機能（世界初）。

### 日本
- 1960年 - タカタが日本で初めて2点式シートベルトを発売。
- 1963年 - 小堀保三郎によって現在世界で主流の火薬膨張式エアバックが発明される。
- 1964年 - 日本シートベルト工業会が設立される。
- 1965年 - 富士重工業が日本初の自動車衝突試験を実施[7]
- 1966年 - 日本工業規格に自動車用安全ベルト（シートベルト）の規格が制定。
- 1967年 - トヨタ自動車が2000GTに日本初の四輪ディスクブレーキを装備。
- 1971年 - 日産自動車がプレジデントに日本初のABSを装備。
- 1972年 - 富士重工業がレオーネに日本初の対角配管二系統ブレーキを装備。量産車への4輪ディスクブレーキ装備としても初。
- 1982年 - 本田技研工業がプレリュードに日本初の四輪ABSである4W・ALBを装備。
- 1987年 - 本田技研工業がレジェンドに日本初のエアバッグを装備。
- 1989年 - 日産ディーゼルが世界初のレーザーレーダ追突警報装置を開発。
- 1995年 - JNCAPが開始される。
- 1996年 - 三菱ふそうトラック・バスが運転注意力モニタを開発。
- 1996年 - 日産・シーマに日本初のサイドエアバッグが搭載される。
- 1997年 - 日産ディーゼルが日本で初めて大型トラックに電子制御ブレーキを採用。
- 1998年 - トヨタ・プログレに世界初のサイドカーテンエアバッグが搭載される。
- 2001年 - 日産自動車がレーンキープサポートシステムを開発。
- 2004年 - 本田技研工業がインテリジェントナイトビジョンを開発。
- 2006年 - タカタが二輪車用エアバッグを開発。量産型としては世界初。
- 2008年 - 全座席のシートベルト着用義務化（高速道路・自動車専用道のみ罰則あり）。
- 2010年 - 富士重工業が日本初の完全停止機能を持つプリクラッシュセーフティシステムEyeSight(ver.2)を開発。
- 2016年 - スバル・インプレッサに日本初の歩行者保護エアバッグが搭載される。
- 2018年 - 日野・セレガと統合車種であるいすゞ・ガーラに世界初のドライバー異常時対応システムが搭載される。